# Henrik Sass Larsen
Henrik Sass Larsen, né le 29 mai 1966 à Virum au Danemark, est un homme politique danois, membre du Parti social-démocrate (SD) et ministre du Commerce et de la Croissance entre 2013 et 2015.

## Biographie

### Jeunesse et débuts en politique
Henrik Sass Larsen est diplômé d'une licence en sciences de l'administration à l'université de Roskilde, puis travaille ensuite dans la communication.
Engagé au sein de la Social-démocratie, il intègre la direction de son mouvement de jeunesse en 1988, avant d'en être le président de 1992 à 1996.
Il est candidat aux élections législatives de 1998, où il ne remporte pas suffisamment de voix pour être élu, mais devient le premier suppléant social-démocrate dans la circonscription de Copenhague. À ce titre, il siège comme membre temporaire du Folketing pendant quelques semaines en 1999. Il devient député de plein exercice le 1er octobre 2000, après la démission de Helle Degn.
Il est élu pour un premier mandat complet au Folketing lors des élections législatives de 2001. Il devient après le scrutin le porte-parole de son groupe parlementaire sur la politique économique, puis sur les questions fiscales en 2004.

### Sous la présidence de Helle Thorning-Schmidt
Il est réélu pour un nouveau mandat lors des élections législatives de 2005. Après le scrutin, il fait partie des premiers soutiens de Helle Thorning-Schmidt dans sa campagne victorieuse pour devenir présidente du parti après la démission de Mogens Lykketoft. Après la victoire de cette dernière, il devient le vice-président du groupe parlementaire et son porte-parole sur les questions de finances, deux rôles qu'il abandonne un an plus tard pour devenir le porte-parole politique du parti.
Il est de nouveau réélu lors des élections législatives anticipées de 2007. Il est de nouveau le porte-parole politique de son groupe lors de la mandature, et joue à ce titre un rôle important dans le rapprochement des sociaux-démocrates avec le Parti populaire socialiste.
Il remporte un nouveau mandat lors des élections législatives du 15 septembre 2011 lors desquelles le bloc de gauche remporte une majorité. Il participe alors aux négociations pour la formation d'un nouveau gouvernement. Allié de Helle Thorning-Schmidt, il est alors pressenti pour devenir ministre des Finances dans son gouvernement. Cette dernière décide toutefois de ne pas l'intégrer à son équipe, après qu'une note des services de renseignement ait souligné l'existence d'un lien entre lui et un membre des Bandidos. Il quitte alors également son rôle de porte-parole politique du groupe social-démocrate.
Il retrouve un poste de premier plan en étant élu président du groupe parlementaire social-démocrate en mai 2012. En mai 2013, il devient commissaire au comptes, soit l'un des parlementaires chargés du contrôle des dépenses publiques.
Le 9 août 2013, il entre finalement au gouvernement en succédant à Annette Vilhelmsen comme ministre du Commerce et de la Croissance à l'occasion d'un remaniement ministériel. Il est reconduit dans ses fonctions dans le nouveau gouvernement formé par Helle Thorning-Schmidt le 3 février 2014 après le départ du Parti populaire socialiste de la coalition.

### Sous la présidence de Mette Frederiksen
Il quitte le gouvernement après les élections législatives de 2015 au cours desquelles il est réélu, malgré la défaite nationale du bloc gouvernemental. Après le scrutin et l'élection de Mette Frederiksen à la présidence des sociaux-démocrates, il devient de nouveau le président du groupe parlementaire.
En février 2019, il révèle dans un entretien au journal Politiken être atteint de dépression depuis plusieurs mois, après que le tabloïd Ekstra Bladet ait révélé qu'il avait manqué au cours des mois précédents plusieurs réunions comme commissaire aux comptes. Il déclare alors mieux se porter et être prêt à devenir ministre des Finances dans un potentiel gouvernement dirigé par Mette Frederiksen.
Il est de nouveau élu au Folketing lors des élections législatives danoises du 4 juin 2019. Il est alors de nouveau pressenti pour devenir ministre des Finances, mais déclare le 10 juin que sa santé ne lui permet pas d'assurer de responsabilités ministérielles, et qu'il ne se représentera pas aux prochaines élections législatives.

### Retrait de la politique
Il annonce en septembre quitter le Folketing et la vie politique pour devenir directeur d'Aktive Ejere, l'organisation représentative des fonds de capitaux danois. Le 14 mars 2025, il est annoncé qu'il quitte son rôle au sein de l'organisation.
Le 23 mars, il est mis en examen dans une affaire pénale liée à la possession de matériel pédopornographique, des charges qu'il conteste. En juin, il est exclu de la Social-démocratie. Son procès est prévu pour août 2025.